# Johnie Cooks
Johnie Earl Cooks (Leland, 23 de novembro de 1958 – Mississippi, 6 de julho de 2023) foi um jogador profissional de futebol americano estadunidense que foi campeão da temporada de 1990 da National Football League jogando pelo New York Giants.

## Morte
Cooks, morreu no dia 6 de julho de 2023, aos 67 anos.